# Gare de Mjøndalen
La gare de Mjøndalen est une gare ferroviaire située à Nedre Eiker et à 70.22 km d'Oslo.

## Histoire
La gare de Mjøndalenfut ouverte en 1866, au moment de la mise en service de la ligne de Randsfjord. 

## Service des voyageurs

### Accueil
La gare a une salle d'attente ouverte du lundi au dimanche. La gare n'a pas de guichet mais des automates. Il y a un kiosque avec vente de boisson et une mini-banque. 

### Desserte
Seuls les trains régionaux s'arrêtent à Mjøndalen. On compte deux trains par heure, l'un en direction d'Eidsvoll, l'autre en direction de Kongsberg. Il faut compter 9 minutes jusqu'à Drammen.

### Intermodalité
Un arrêt de bus se situe à proximité de la gare. Il y a une station de taxi.